# Sōkyū Gurentai
Sōkyū Gurentai (蒼穹紅蓮隊) est un jeu vidéo développé par Raizing. Il s’agit d’un shoot them up à défilement vertical. Il est publié en 1996 sur borne d'arcade, puis porté sur Saturn et PlayStation en 1997.
Il compte parmi les plus célèbres titres du genre sortis sur Saturn, aux côtés de Layer Section ou Radiant Silvergun. Comme ce dernier, il utilise un format d'affichage 4:3 plutôt que le format 3:4, habituellement employé par les shoot theem up sur borne d'arcade.

## Histoire
À la suite de l'épuisement des ressources sur Terre, en particulier des énergies fossiles, de nombreuses compagnies s'allient à la NASA et lancent des programmes spatiaux afin de trouver des ressources dans le reste du système solaire. Des installations minières y sont établies, en particulier sur de grands astéroïdes près de la Lune ou bien sur Mars. Des ressources variées sont découvertes et envoyées sur Terre afin de soutenir l'économie mondiale. À ce jour, la plus grande compagnie est la Jin Sei Corporation basée au Japon, fondée par la famille Miama.
Après des années de distribution des ressources spatiales, les différentes compagnies rompent la trêve et lancent des attaques contre leurs rivales. Parallèlement, des groupes pour la protection des écosystèmes s'opposent à l'exploitation des ressources spatiales, et appuient la montée de l'éco-terrorisme.
La plus forte attaque a lieu sur dans les colonies martiennes. La seconde compagnie en termes d'importance, Eight Luck Interstellar Development Inc., s'allie avec des plus petites compagnies sur Terre, et affiche son désir de dominer les colonies martiennes à elle seule afin d'obtenir le monopole de l'exploitation des ressources.
En réponse à ces attaques, la Jin-Sei lance un programme de développement de vaisseau spatial utilisant une technologie laser unique, connue sous le nom de N.A.L.S (No-blindspot All-range Laser System).
Ces unités sont déployées pour défendre le territoire de la compagnie de ses rivaux, quel qu'en soit le prix.

## Système de jeu

### Généralités
Sōkyū Gurentai est un shoot'em up à défilement vertical. Le joueur a le choix entre trois vaisseaux différents (rouge, bleu ou vert), chacun disposant de ses propres types de tir et d'une grille laser particulière. En laissant le bouton de tir standard appuyé, la grille laser se déploie. Elle accroche les ennemis qui se trouvent dans son champ, ce qui permet de les détruire ensuite simultanément en relâchant le bouton, par exemple par un tir de missiles à tête chercheuse.

### Vaisseaux et pilotes
- S.O.Q. 004 - Toryū (屠竜, « le dragon tueur »?) : Vitesse rapide, piloté par Yoshida Kaoru (ヤシダ　カオル?)

- S.O.Q. 010 - Shiden (紫電, « l'éclair violet »?) : Vitesse moyenne, piloté par Mikazuki Ryōta (ミカヅキ　リョウタ?)

- S.O.Q. 025 - Hōga (鵬牙, « le croc du phénix »?) : Vitesse faible, piloté par Kunimura Rika (クニムラ　リカ?)